# Vatican Observatory Research Group
VORG (Vatican Observatory Research Group) - el Grup d'Investigació de l'Observatori Vaticà - és una institució científica unida amb l'Observatori Vaticà que es troba en l'Observatori de Steward de la Universitat d'Arizona.
El grup va ser creat en 1980 sobre iniciativa del director de l'Observatori Vaticà de llavors George Coyne. L'instrument bàsic dedicat a les observacions astronòmiques és per al grup un telescopi modern de nova generació VATT. A més les observacions, el grup condueix també investigacions teòriques i interdisciplinàries i disposa d'un rica col·lecció de meteorits.